# Demigod (computerspel)
Demigod is een multiplayer online battle arena-spel dat werd ontwikkeld door Gas Powered Games en uitgegeven door Stardock. Het spel kwam in de VS uit op 14 april 2009, in Europa op 29 mei 2009.
De titel van het spel verwijst naar de krachtige personages die vechten voor heerschappij over bepaalde gebieden. Het spel is gericht op multiplayer, maar bevat ook onderdelen voor singleplayer.

## Gameplay
Er zijn twee typen Demigod; Assassins en Generals. Assassins gebruiken hun vaardigheden voor directe gevechten om andere Demigods uit te schakelen, de Generals hebben vaardigheden voor het creëren en ondersteunen van ondergeschikten en andere Demigods.
Tijdens de lancering waren er acht Demigods in het spel, naderhand werden er nog twee toegevoegd.

## Ontvangst
| Recensiescore       | Recensiescore |
| Recensieverzamelaar | Score         |
| ------------------- | ------------- |
| GameRankings        | 78%           |
| Metacritic          | 76%           |
| Publicist           | Score         |
| 1UP.com             | C             |
| GameSpot            | 6,5/10        |
| IGN                 | 7,5/10        |

Demigod ontving positieve recensies. Op aggregatiewebsites Metacritic en GameRankings heeft het spel een score van respectievelijk 76% en 78%. Men had vooral kritiek op de verbindingsproblemen in het multiplayer-gedeelte.

## Trivia
- Het spel is opgenomen in het boek 1001 Video Games You Must Play Before You Die van Tony Mott.